# Porcelaine
Porcelaine – rasa psa, należąca do grupy psów gończych, i posokowców, zaklasyfikowana do sekcji psów gończych. Podlega próbom pracy.

## Rys historyczny
Jest to prawdopodobnie najstarsza rasa wśród gończych francuskich. Jej przodkiem był wymarły już montaimboeuf. Porcelaine nie przeżył rewolucji francuskiej, ale został odtworzony przez szwajcarskich miłośników rasy.

## Wygląd
Głowa o szlachetnym kształcie. Nos czarny, szeroko otwarte nozdrza. Uszy długie i pofałdowane. Długa, wąska szyja. Ogon natomiast gruby u nasady i lekko podwinięty.
Sierść bardzo krótka i delikatna, połyskliwa.
Charakterystyczne jest białe umaszczenie, któremu pies zawdzięcza swą nazwę. Często są na nim pomarańczowe plamy, zwłaszcza na uszach.

## Zachowanie i charakter
Tak jak inne posokowce jest aktywny. Bardzo przyjazny dla innych psów, jeśli będzie poznawać je od szczeniaka. Nada się na stróża, lecz psy te nie znoszą samotności i potrzebują bliskości z człowiekiem. Nie nadadzą się więc jako psy jedynie obronne.

## Użytkowość
Pies jest wykorzystywany do polowań na jelenie i zające. Ma świetny węch i miły, melodyjny głos.